# Генцков
Генцков (њем. Genzkow) општина је у њемачкој савезној држави Мекленбург-Западна Померанија. Једно је од 53 општинска средишта округа Мекленбург-Штрелиц. Према процјени из 2010. у општини је живјело 157 становника. Посједује регионалну шифру (AGS) 13055021.

## Географски и демографски подаци
Генцков се налази у савезној држави Мекленбург-Западна Померанија у округу Мекленбург-Штрелиц. Општина се налази на надморској висини од 30 метара. Површина општине износи 9,1 km². У самом мјесту је, према процјени из 2010. године, живјело 157 становника. Просјечна густина становништва износи 17 становника/km².